# Croton gibsonianus
Croton gibsonianus là một loài thực vật có hoa trong họ Đại kích. Loài này được Nimmo mô tả khoa học đầu tiên năm 1839.